# Gottschalk d'Orbais
Pour les articles homonymes, voir Gottschalk.
Godescalc d'Orbais (Godescalcus en latin et Gottschalk en allemand, ce qui signifie serviteur de Dieu), né en Thuringe à Mayence vers 806 et mort en 869, est un théologien et poète  franc. Sa doctrine de la double prédestination a été condamnée comme hérétique en 849.

## Biographie
Godescalc est fils d'un comte saxon. Enfant, il est donné par son père comme oblat à l’abbaye de Fulda. Selon Nicolas Du Bout, prieur de l'abbaye d'Orbais, il est élevé et instruit dans le monastère de Reichenau, et a pour maître Talon ou Tatton, moine célèbre par son savoir qui occupa à Reichenau les fonctions de modérateur de l'école.
Il rencontre à Fulda ou Reichenau, Walafrid Strabon et Loup de Ferrières avec qui il noue des liens d'amitié.
Devenu adulte, il ne veut pas devenir moine, mais le supérieur du monastère, Raban Maur, l’y contraint.
En 829, le synode de Mayence lui rend sa liberté, mais après l'appel de Raban Maur à l'empereur, il est seulement autorisé à changer d'abbaye, tout d'abord à l'abbaye de Corbie où il rencontre Ratramne de Corbie puis au monastère d'Orbais, où il étudie avec passion Saint Augustin et développe une doctrine de la double prédestination.
Entre 835 et 840, il est ordonné prêtre à l'âge de quarante ans par Rigboldus, chorévêque de l'Église de Reims, sans la participation de Rhotadus, évêque de Soissons. Il va à Rome vers l'an 846 ou 847, pour visiter l'église des Apôtres, avec la permission de son abbé, par une dévotion assez commune en ce temps-là
Il prêche sa doctrine et bénéficie de l'hospitalité d'Évrard ou Eberard  marquis de Frioul qui, ayant reconnu l'érudition de Godescalc, le retient et l'oblige de demeurer quelque temps chez lui.
Pendant ce séjour, Nothingue (en latin : Nothingus) a un entretien avec lui sur  la prédestination, qu'il explique par plusieurs autorités de saint Augustin.
Nothingue ne comprend pas le sens de la proposition de Godescalc :  Omnes reprobos qui in die judicii damnabuntur propter ipsorum mala merita, idem ipse incommutabilis Deus per justum judicium suum incommutabiliter praedestinavit ad mortem merito sempiternam. .
Quelque temps après, Nothingue rencontre son ancien supérieur Raban Maur devenu archevêque de Mayence et lui dit que Godescalc soutient qu'il y a deux prédestinations, l'une au repos, qui est celle des élus, et l'autre à la mort, qui est celle des réprouvés.
Raban lui promet qu'il composerait quelque petit écrit, où il réfuterait cette erreur prétendue par des témoignages de l'Écriture et des saints Pères.
Il adresse une lettre à l'évêque Nothingue Migne, et une à Évrard pour dénoncer Gottschalk comme hérétique.
Il doit fuir l'Italie, et voyage en Dalmatie, en Pannonie et en Norique.
Gottschalk  consulte sur ces questions, prédestination au mal, volonté et mort de Jésus-Christ, libre arbitre, les théologiens et leur propose ses sentiments et sa doctrine, particulièrement à Loup de Ferrières, prêtre de Mayence, à Jonas  et à Markward ou Marcuard, abbé de Prüm.
En octobre 848, il présente au synode à l’abbaye Saint-Alban devant Mayence une profession de foi et une réfutation des idées exprimées par Raban Maur dans sa lettre à Nothingue.
Raban Maur l'accuse de soutenir que la prédestination de Dieu contraint des hommes de se perdre, en sorte qu'ils ne sauraient se retirer de leurs égarements et de leurs péchés.
Il est néanmoins  condamné pour hérésie et renvoyé dans son monastère d'Orbais.
Raban écrit en même temps à Hincmar une lettre synodale, dans laquelle il lui impose les mêmes erreurs qu'il lui avait déjà été faussement attribuées : « Que me servira-t-il de travailler à mon salut? Si je suis prédestiné à la damnation, je ne puis l'éviter ; et au contraire, quelque mal que je fasse, si je suis prédestiné à la vie éternelle, je serai infailliblement sauvé. ».
Il est de nouveau condamné en 849 au concile provincial de Quierzy.
Hincmar l'oblige à comparaître devant douze prélats archevêques et évêques, entre autres de Rhotadus, évêque de Soissons, de Rigbold, chorévêque de Reims, Radbert, abbé de Corbie, Bavon, abbé d'Orbais, etc. Godescalc entendu, explique sa doctrine.
Ces prélats le condamnent comme hérétique, lui interdisent l'usage des sacrements : condamné à être battu de verges et renfermé toute sa vie dans une obscure et étroite prison.
Il est emprisonné au monastère de Hautvillers, après avoir été déchu de son ministère de prêtre.
Après 18 années de réclusion, Godescalc envoie ses écrits au pape Nicolas Ier par un religieux d'Hautvillers, nommé Guntbert qui semble avoir été arrêté clandestinement par les émissaires d'Hincmar, et adresse à Egilon, archevêque de Sens en partance pour Rome.
Son archevêque, Hincmar essaye de le convaincre de se rétracter.
Godescalc refuse et écrit à ses amis et aux théologiens les plus éminents.
Il s'ensuit une controverse où il obtient le soutien de Prudence, archevêque de Troyes, de Wenilon, archevêque de Sens, de Florus de Lyon et de ses amis  Ratramne de Corbie et  Loup de Ferrières.
Contre lui, Hincmar écrit De praedestinatione Dei et libero arbitrio et De una non trina deitate.
Jean Scot Érigène dont Hincmar invoque l'autorité s'implique peu dans cette controverse.
La question est discutée aux conciles de Quierzy en 853, de Valence en 855 et de Savonnières  en 859.
Il meurt entre 866 et 870.
Hincmar lui refuse les sacrements et l'inhumation dans un sol consacré.

## Théologie
Godescalc prêche une doctrine controversée concernant la prédestination, croyance selon laquelle Dieu a déterminé par avance les hommes qui seront sauvés, et ceux qui sont condamnés. Cette double prédestination va au-delà de la pensée de saint Augustin. Elle « restreint à la fois la volonté salvatrice de Dieu, et l'universalité de la Rédemption »
Il est aussi opposé à Hincmar de Reims dans une autre controverse théologique moins connue. À partir de la formule latine «Deitas trina », Godescalc déduit l'existence de trois dieux. Il utilise comme argument la science qu'il connait le mieux : la grammaire.

## Poésie
Il a laissé des poèmes qui montrent de la dextérité dans la versification latine et une « intériorité religieuse empreinte d'augustinisme ».

## Postérité
Au XVIIe siècle, les jansénistes l'ont porté en haute estime.